# Marconiplein (Metro de Roterdão)
Marconiplein é uma estação do Metro de Roterdão, localizada na praça com o mesmo nome. A estação serve as linhas A, B e C do metro, tal como o serviço de elétricos da cidade.